# Там, де Ятрань круто в'ється (заказник)
Там, де Я́трань кру́то в'є́ться — ландшафтний заказник місцевого значення в Україні. Розташований на території Голованівського району Кіровоградської області, поблизу села Полонисте. 
Площа — 10 га, статус отриманий 1994 року.